# 福田崇
福田 崇（ふくだ たかし、1947年 - ）は日本の宣教師、言語学者。

## 経歴
1946年東京に生まれる。1962年高校生聖書伝道協会(HiBA)に誘われて、入信した。東京教育大学附属駒場高等学校出身。1965年東京学芸大学英語科に入学する。学生時代、キリスト教研究部に所属して、聖書研究をもった。1965年鳥羽季義らと共に、日本で初めて、ウィクリフ聖書翻訳協会の活動を始める。
1971年10月2日結婚する。1972年に聖書神学舎に入学する。1976年に聖書神学舎を卒業して、ウィクリフ聖書翻訳協会(Wycliffe Bible Translators)の宣教師として、フィリピンに行く。1988年に帰国してから、宣教教会で奉仕をしながら、1994年から日本ウィクリフ聖書翻協会の総主事になる。